# 高瀬五ヶ寺
高瀬五ヶ寺（たかせごかじ）または高瀬五か寺とは、南北朝時代から江戸時代にかけて、現在の玉名市で栄えた清源寺、願行寺、永徳寺、宝成就寺、寿福寺 の総称。願行寺を除き、いずれも明治時代の廃仏毀釈により廃寺となり、建物は残っていない。
- 清源寺 - 保田木神社の南側にあった臨済宗の寺。正平2年（1347年）、菊池武尚によって開かれた[1]。明治7年に廃寺となり、現存していない。
- 願行寺 – 時宗の寺。貞和5年（1349年）、遊行五世他阿安国上人により開かれたと伝えられる[1]。
- 永徳寺 - 永徳寺村にあった臨済宗の寺。京都の南禅寺の末寺とされていた。開山は永徳元年（1381年）と伝えられている。寺院は加藤清正入国後解体。その後、高瀬御蔵が建設された。
- 宝成就寺 - 真言宗の寺院。延喜4年（904年）、嵯峨天皇の勅願により京都醍醐寺の聖宝によって開かれたと伝えられる[1]。高瀬中心部にあり、現在は廃寺。跡地には現在も石碑等が残っている（旧高瀬町役場）。
- 寿福寺 – 天台宗の寺院。天長元年（824年）、淳和天皇の勅願により加善大徳によって開かれたと伝えられる[1]。寿福寺は、現在の文化センター付近にあり、現在は廃寺。肥後の三筆で有名な豪潮律師が住職を務めたことでも知られる。